# Endecasillabo frottolato
L'endecasillabo frottolato è una forma metrica italiana costituita da endecasillabi con rimalmezzo. È tipico della frottola e del genere dello gliommero.

## Esempi
e tengo dui famigli a pane in ventre,

per zò besongnia ch'entre in gran pinsieri:

non sai ca le moglieri a chioppa a chioppa

me coreno per coppa la finestra.»
(Gliommero di P.J. De Jennaro)
Vi sono esempi di uso di questa forma metrica anche al di fuori dei due generi, com'è il caso del Processus criminalis di Vincenzo Braca.
Un esempio di endecasillabo con rimalmezzo si trova anche in Nniccu Furcedda, farsa in dialetto nord salentino del XVIII secolo, di cui si propone l'inizio:
Nniccu: Aggiu nna figghia zita, granni diaulu!   (Ho una figlia da maritare, maledizione!)
Cce ben a faci Paulu intr’a sti curti?   (Che viene a fare Paolo in questa masseria?)

Perna: Zittu! Zittu! Fa curti li paroli         (Zitto, zitto! Non parlare sempre)
Ca Paulu no boli cosi tua…               (Perché Paolo non vuole cose tue, non mira all'eredità)

Nniccu: Ca cce boli li tua, vicchiardazza?        (E che vuole le tue cose, vecchiaccia?)
Custu veni e si cazza la viruta;          (Questo viene e fa colazione con la schiuma di ricotta)
Po’ faci la viuta a cielu apiertu;        (Poi fa una bevuta che non finisce più)
Pani ntr’allu spuertu no nni lassa!       (Pane nella cesta non ne lascia)
E Nniccu ue’ cu passa pi curriu?          (E tu vuoi che Nniccu lasci correre?)
Iu Perna sto’ fatiu e mi sto schattu.     (Io, Perna, sto scoppiando di lavoro)
Tebutu m’aggiu fattu, è sangu mia;        (Ho fatto debiti, tutto ciò che ho è frutto del mio sangue)
Custu veni ogni dia, si ssedi e mancia! (Questo viene ogni giorno, si siede e mangia!)